# Édgar de León
Édgar de León, né le 2 novembre 1964, à Santurce, à Porto Rico, est un joueur portoricain de basket-ball. Il évolue durant sa carrière aux postes d'ailier fort et de pivot.

## Palmarès
- Finaliste du championnat des Amériques 1988, 1993, 1997